# 加姆斯普蘭山
47°46′27″N 14°20′4″E / 47.77417°N 14.33444°E

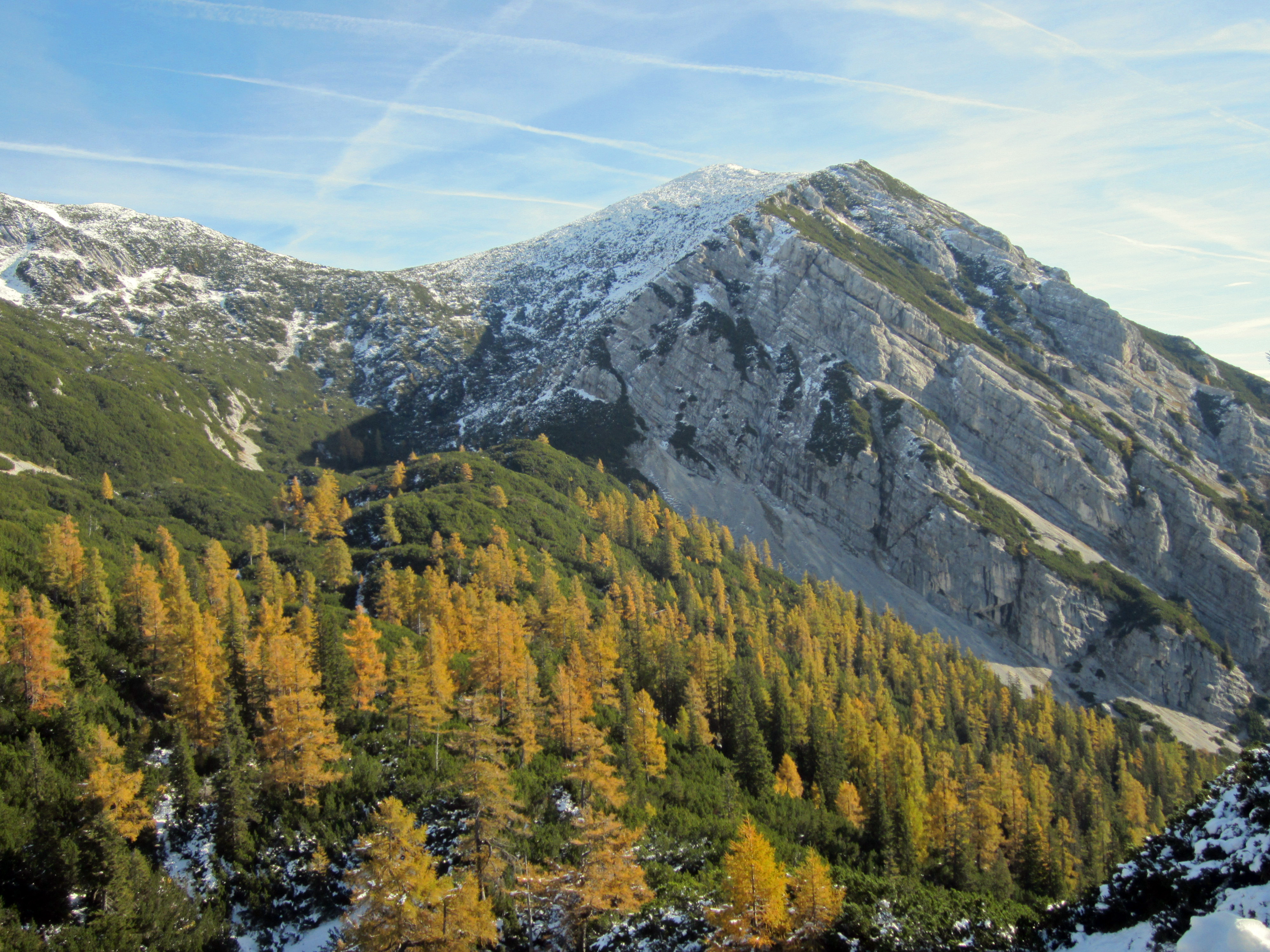

加姆斯普蘭山（德語：Gamsplan），是奧地利的山峰，位於該國北部，由上奧地利州負責管轄，屬於上奧地利前阿爾卑斯山脈的一部分，海拔高度1,902米，每年平均降雨量1,578毫米。